# Bayan Har-gebergte
Het Bayan Har-gebergte is een gebergte in het noordwesten van China. De Gele Rivier ontspruit hier, met als bron gletsjers en moerassen.